# WordNet
WordNet — семантичний словник для англійської мови. У ньому слова англійської мови розбито на групи синонімів — синсети (від англ. synset, synonym set), та надається коротке загальне визначення, та семантичні стосунки між цими словами. Мета подвійна: по-перше, це створення комбінації словника і тезауруса, більш інтуїтивно придатних для використання, а по-друге, підтримка автоматичного аналізу текстів та розробок в галузі штучного інтелекту. Інструменти бази даних і програмного забезпечення було випущено під BSD-подібною ліцензією, що дозволяє вільне завантаження та використання. База даних може також бути переглянута в режимі онлайн.

## Історія
WordNet був створений і підтримується в Лабораторії Когнітивних Наук Принстонського університету під керівництвом професора психології Джорджа Міллера. Розробка почалась в 1985 році. За роки існування, проєкт отримав приблизно 3 мільйони доларів США, переважно від урядових організацій зацікавлених в машинному перекладі.
Ідея WordNet'у виявилась дуже ефективною. Концепцію було взято для створення Euro-WordNet — семантичного словника всіх європейських мов, в основному, для створення систем машинного перекладу. У Національному університеті «Львівська політехніка» з 2009 року було захищено ряд магістерських робіт, присвячених вивченню методів розробки WordNet-подібних словників, та розроблено перші фрагменти української версії WordNet.

## Психолінгвістичні аспекти
Початковою метою проекту WordNet було створення лексичної бази даних, яка б узгоджувалася з теоріями семантичної пам'яті людини, розробленими наприкінці 1960-х років. Психологічні експерименти показали, що мовці організовують свої знання про концепти в економічний, ієрархічний спосіб. Час пошуку, необхідний для доступу до концептуальних знань, здавалося, був безпосередньо пов'язаний з кількістю ієрархій, які оратор мав «пройти», щоб отримати доступ до цих знань. Так, мовці могли швидше переконатися, що канарки можуть співати, оскільки канарки — співочі птахи, але їм знадобилося трохи більше часу, щоб переконатися, що канарки можуть літати (де їм довелося звертатися до концепту «птах» на вищому рівні), і ще більше часу, щоб переконатися, що канарки мають шкіру (що вимагало пошуку на кількох рівнях гіпонімії, аж до «тварина»).
Хоча такі психолінгвістичні експерименти і теорії, що лежать в їх основі, піддаються критиці, деякі елементи організації WordNet узгоджуються з експериментальними даними. Наприклад, аномічна афазія вибірково впливає на здатність мовців створювати слова з певної семантичної категорії, ієрархії WordNet. Антонімічні прикметники (центральні прикметники WordNet у структурі гантелі) зустрічаються набагато частіше, ніж випадково, і цей факт підтверджено для багатьох мов[джерело?].